# PGC 39058
PGC 39058是距離1,400萬光年，位於星座天龍座的一個矮星系。這個星系很暗淡，並且被前景中的一顆恆星，HD 106381遮擋，使其難以觀察。